# Laxing
Laxing, en hybridfisk mellan en lax (Salmo salar) och öring (Salmo trutta). Laxingen kan antingen få drag från båda föräldrarna eller från bara en av dem. Laxingen är nästan steril, men i laboratorium har man lyckats att få avkomma mellan laxing och lax.